# اندیس آنومالی دره عباس‌آباد
آنومالی دره عباس آباد یک اندیس فلزی است که در حوالی شهر تویسرکان استان همدان قرار دارد و مادهٔ معدنی موجود در آن، طلا است.سنگ میزبان این اندیس گرانیت الوند است  